# مشرحات
مشرحات (بالفارسية: مشرحات) هي قرية تقع في إيران في قسم مشرحات الريفي. يقدر عدد سكانها بـ 338 نسمة بحسب إحصاء 2016.